# 櫛木理宇
櫛木 理宇（くしき りう、1972年7月29日 -）は、日本の小説家。2012年、『ホーンテッド・キャンパス』で第19回日本ホラー小説大賞読者賞を受賞し、小説家デビュー。

## 経歴・人物
新潟県生まれ。大学卒業後、アパレルメーカー、建設会社などの勤務を経て、執筆活動を開始する。2012年、『ホーンテッド・キャンパス』で第19回日本ホラー小説大賞読者賞を受賞。同年、『赤と白』で第25回小説すばる新人賞を受賞する（投稿時のペンネームは串木里有）。好きな作家として、ジョン・ソール、ルース・レンデルを挙げている。シャーリイ・ジャクスン『山荘綺談』、コリン・ウィルソン『現代殺人百科』などが、ホラー小説に熱中するきっかけとなったという。
2016年7月、『ホーンテッド・キャンパス』が、中山優馬主演で映画化。2022年5月、『死刑にいたる病』が、阿部サダヲ主演で映画化された。2022年8月、『鵜頭川村事件』がWOWOWでドラマ化された。
2025年、『死蝋の匣』が大藪春彦賞候補作に。

## 作品リスト

### 夢見屋シリーズ
- ドリームダスト・モンスターズ（2014年5月 幻冬舎文庫）
- ドリームダスト・モンスターズ 白い河、夜の船（2014年12月 幻冬舎文庫）
- ドリームダスト・モンスターズ 眠り月は、ただ骨の冬（2015年5月 幻冬舎文庫）

### 元家裁調査官・白石洛シリーズ
- 虜囚の犬（2020年7月 KADOKAWA）
  - 【改題】虜囚の犬 元家裁調査官・白石洛 (2023年3月 角川ホラー文庫)
- 死蝋の匣（2024年7月 KADOKAWA）

### 依存症シリーズ
- 殺人依存症（2020年10月 幻冬舎文庫）
- 残酷依存症（2022年4月 幻冬舎文庫）
- 監禁依存症（2023年10月 幻冬舎文庫）

### 捜査一課強行犯係・鳥越恭一郎シリーズ
- 灰いろの鴉 捜査一課強行犯係・鳥越恭一郎（2021年8月 ハルキ文庫）
- 業火の地 捜査一課強行犯係・鳥越恭一郎（2023年3月 ハルキ文庫）
- 凶獣の村 捜査一課強行犯係・鳥越恭一郎 (2024年5月 ハルキ文庫 )

### その他
- 赤と白（2013年3月 集英社 / 2015年12月 集英社文庫）
- 避雷針の夏（2014年4月 光文社 / 2017年7月 光文社文庫）
- 寄居虫女（ヤドカリオンナ）（2014年8月 KADOKAWA）
  - 【改題】侵蝕 壊される家族の記録（2016年6月 角川ホラー文庫）
- お城のもとの七凪町 骨董屋事件帖（2015年2月 朝日エアロ文庫）
- チェインドッグ（2015年7月 ハヤカワ・ミステリワールド）
  - 【改題】死刑にいたる病（2017年10月 ハヤカワ文庫JA）
- 世界が赫に染まる日に（2016年1月 光文社 / 2019年9月 光文社文庫）
- FEED（2016年5月 新潮社）
  - 【改題】少女葬（2019年4月 新潮文庫）
- 僕とモナミと、春に会う（2016年12月 幻冬舎文庫）
- 209号室には知らない子供がいる（2016年12月 KADOKAWA）
  - 【改題】瑕死物件 209号室のアオイ（2018年11月 角川ホラー文庫）
- アンハッピー・ウエディング 結婚の神様（2018年1月 PHP文庫）
- 鵜頭川村事件（2018年6月 文藝春秋 / 2020年11月 文春文庫）
- ぬるくゆるやかに流れる黒い川（2019年6月 双葉社 / 2021年9月 双葉文庫）
- 虎を追う（2019年9月 光文社 / 2022年6月 光文社文庫）
- 死んでもいい（2020年4月 ハヤカワ文庫JA）
  - 収録作品：死んでもいい / ママがこわい / からたねおがたま / その一言を / 彼女は死んだ / タイトル未定
- 老い蜂（2021年9月 東京創元社）
  - 【改題】執着者 (2024年1月 創元推理文庫)
- 氷の致死量（2022年5月 早川書房 / 2024年2月 ハヤカワ文庫JA）
- 少年籠城（2023年5月 集英社）
- 骨と肉（2024年7月 双葉社）
- 逃亡犯とゆびきり（2024年12月 小学館）
- ふたり腐れ（2025年4月 早川書房）

### 単行本未収録作品

#### 短編
- クライベイビー、シスター（集英社『小説すばる』2013年4月号）
- SWEET DAYS（集英社『小説すばる』2013年12月号）
- 女菩薩像（集英社『小説すばる』2014年12月号）
- 住めば都（集英社『小説すばる』2015年12月号）
- やどりこ（集英社『小説すばる』2016年9月号）
- 夜に落ちる（集英社『小説すばる』2019年10月号）
- 夕鶴の郷（光文社『ダーク・ロマンス 異形コレクション XLIX』収録）
- 蜜のあわれ（光文社『秘密 異形コレクション LI』収録）
- 天窓のある家（光文社『小説宝石』2021年8・9合併号）
- 庵主の耳石（集英社『web集英社文庫』2022年4月）
- となりの借家（光文社『小説宝石』2023年5・6合併号）
- パンと蜜月（河出文庫『百合小説コレクション wiz』収録）
- みんなのいえ（講談社『嘘をついたのは、初めてだった』収録）

#### 長編
- 七月の鋭利な破片（『小説宝石』2024年1月号 - ）
- VS.シャングリラ（『小説NON』2025年6月号 - ）

### インタビュー
- ファンタジーへの誘い-ストーリーテラーのことのは-（2016年6月 徳間書店）

## メディア・ミックス

### 映画
- ホーンテッド・キャンパス（2016年7月2日公開、配給：KADOKAWA、監督：竹本聡志、主演：中山優馬）[10]
- 死刑にいたる病（2022年5月6日公開、配給：クロックワークス、監督：白石和彌、主演：阿部サダヲ・岡田健史）[11]

### テレビドラマ
- 鵜頭川村事件（2022年8月28日 - 、全6話、WOWOW「連続ドラマW」枠、主演：松田龍平）[12]